# Église Saint-Paul de Copenhague
Pour les articles homonymes, voir Église Saint-Paul.
L’église Saint-Paul de Copenhague (en danois: Sankt Pauls kirke) est un temple paroissial luthérien qui se trouve dans le quartier de Nyboder au centre-ville de Copenhague au Danemark.
L'église a été construite de 1872 à 1877 sur un terrain donné par l'État. L'architecte en est J.E. Gnudtzmann ; la décoration en est réalisée par Johan N. Schrøder.
Elle est construite en briques rouges et la maçonnerie est décorée de stores, d'arcs, de colonnes et de pinacles à tous les coins.
L'orgue date de 1878. C'est l'œuvre du facteur d'orgue Daniel Köhne. Il a été remodelé et agrandi en 1926-1938 par la maison I. Starup & Søn. Il comprend quarante-deux registres.